# Marthin Nielsen
Marthin Hamlet Nielsen (17 de enero de 1992) es un deportista noruego que compite en lucha grecorromana. Ganó una medalla de bronce en el Campeonato Europeo de Lucha de 2014, en la categoría de 98 kg.

## Palmarés internacional
| Campeonato Europeo | Campeonato Europeo | Campeonato Europeo | Campeonato Europeo |
| Año                | Lugar              | Medalla            | Categoría          |
| ------------------ | ------------------ | ------------------ | ------------------ |
| 2014               | Vantaa (Finlandia) | Medalla de bronce  | 98 kg              |